# 拉伊科·米蒂奇
拉伊科·米蒂奇（羅馬化：Rajko Mitić，1922年11月19日—2008年3月29日），塞尔维亚男子足球运动员。他曾代表南斯拉夫国奥队参加1948年和1952年夏季奥林匹克运动会足球比赛，获得二枚银牌。